# 浦河町立浦河小学校
浦河町立浦河小学校（うらかわちょうりつ うらかわしょうがっこう）は、北海道浦河郡浦河町常盤にある公立小学校。

## 沿革
浦河小学校の開校は、明治10年10月（1877年）である。時あたかも、西郷隆盛自刃（9月）で終った「西南戦争」の時期と重なり、北海道開拓使浦河分署の官舎を払い受けての「浦河学校」開設である。「開拓使事業報告」によれば、これより先の同年5月に、「有志輩三名発起し寄付金185円を得て、民家を当てて教育所と称し、生徒12名を教授す」とある。民家から官舎へ移転する時には、教師1名、生徒29名（男19、女10）書籍部数18冊であった。
参考ながら、日高の教育所等の開設は、明治5年5月の「目名教育所」（現高静小）、6年2月「佐瑠太村教育所」（現富川小）、10年5月「浦河教育所」、同年7月「幌泉教育所」となっている。
開校当時の「浦河学校」（M19年「浦河小学校」の名称）の所在地は、旧浦河警察署、現「ミオ」あたりで、その後、明治21年には、浜町（現・大黒座付近）に、現在地の鱗別には明治33年11月15日（この日は現在も開校記念日としている）、校舎新築落成し移転した。鱗別移転前後の区域内戸数は737戸、人口は3281人、就学児童数は318名であった。（M35年資料）
本校は明治10年の開学以来、変わることなく「浦河」の名を冠し以来百三十数年の歴史を刻んでいる。その間、今日に至るまで、一万二千名になんなんとする卒業生を有し、浦河町はもとより、各地各方面で活躍する幾多の有能な人材を輩出している。開校以来の「向学の精神」、明治41年の「考えて行え・整頓・清潔」そして、明治43年の「至誠をもって事に当たる」の教訓は、長い歴史のみならず、浦河小学校出身者の誇りとして、また、伝統として脈々と受け継がれている。
本校は、開学以来、児童数の増加に悩まされてきた歴史を一面では持っている。昭和のはじめには、千名に近い児童数を要していた。特に、昭和10年頃から昭和38年まで、千名から千二百名前後と、管内はおろか、全道でも有数のマンモス校として存在していた。
しかし、昭和29年の1378名をピークとして、若干の増減はあったりしたが、3階建ての近代校舎（現校舎）ができた直後の昭和46年（1971年）には、706名に、平成元年（1989年）には466名、そして、平成13年（2002年）には、さらに半減の232名となり、今日では、児童数の減少に悩まされる状況となっている。
1916年（大正5年）2月に御大礼記念文庫を附設している。
本校は、町の中心部に位置し、校下には、役場、消防署、文化会館、町立図書館をはじめ、保健所、病院等、多くの公共施設や文化・教育施設が設置され、また、港湾をはじめ商業・漁業・住宅等の地域で構成されている。
校下の地域・保護者の学校教育に対する関心や期待は非常に高く、「歴史と伝統」に裏打ちされた子弟への愛情と健全育成への願いは、ことさら強いものがある。
学校教育においては、不易の「至誠の精神」を尊びつつ、地域に根ざし21世紀の新しい教育、とりわけ確かな学力と自ら課題を立て自ら解決できる資質や能力のある児童の育成を図るべく、新たな発想に立った教育活動が展開され、「新教育発信校」として全道的に期待されている。

## 学区
浦河町の区域のうち大通1～5丁目、昌平町、潮見町、浜町、入船町、常盤町、旭町、東町全域、月寒、築地1～2丁目

## 進学先中学校
- 浦河町立浦河第一中学校

（浦河町立第二中学校は東町部の奥側地域から）